# جوزيف هوبر نيكلسون
جوزيف هوبر نيكلسون (بالإنجليزية: Joseph Hopper Nicholson)‏ هو محامي وقاضي وسياسي أمريكي، ولد في 15 مايو 1770 في تشيسترتاون في الولايات المتحدة، وتوفي في 4 مارس 1817 في مقاطعة بالتيمور في الولايات المتحدة. انتخب Secretary of State of Maryland ‏ (1838 – 1839) وانتخب عضو مجلس النواب لولاية ماريلند وانتخب عضو مجلس النواب الأمريكي.